# Kanton Remire-Montjoly
Der Kanton Remire-Montjoly war ein französischer Kanton in Französisch-Guayana und im Arrondissement Cayenne.

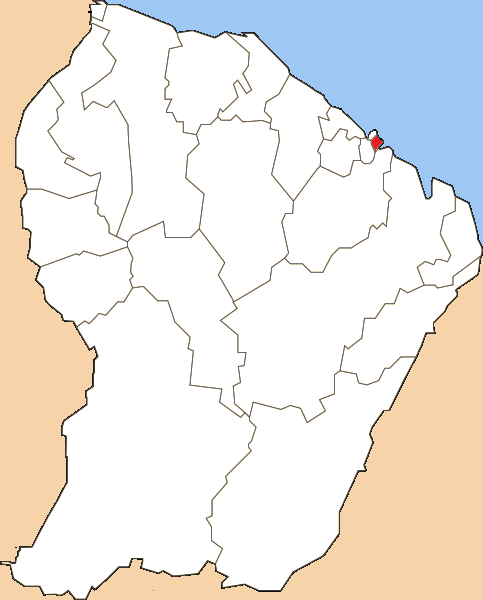
Lage des Kantons Remire-Montjoly im Departement Guyana

Der Kanton war deckungsgleich mit der Gemeinde Remire-Montjoly und hatte 20.689 Einwohner im Jahr 2012.